# ربح

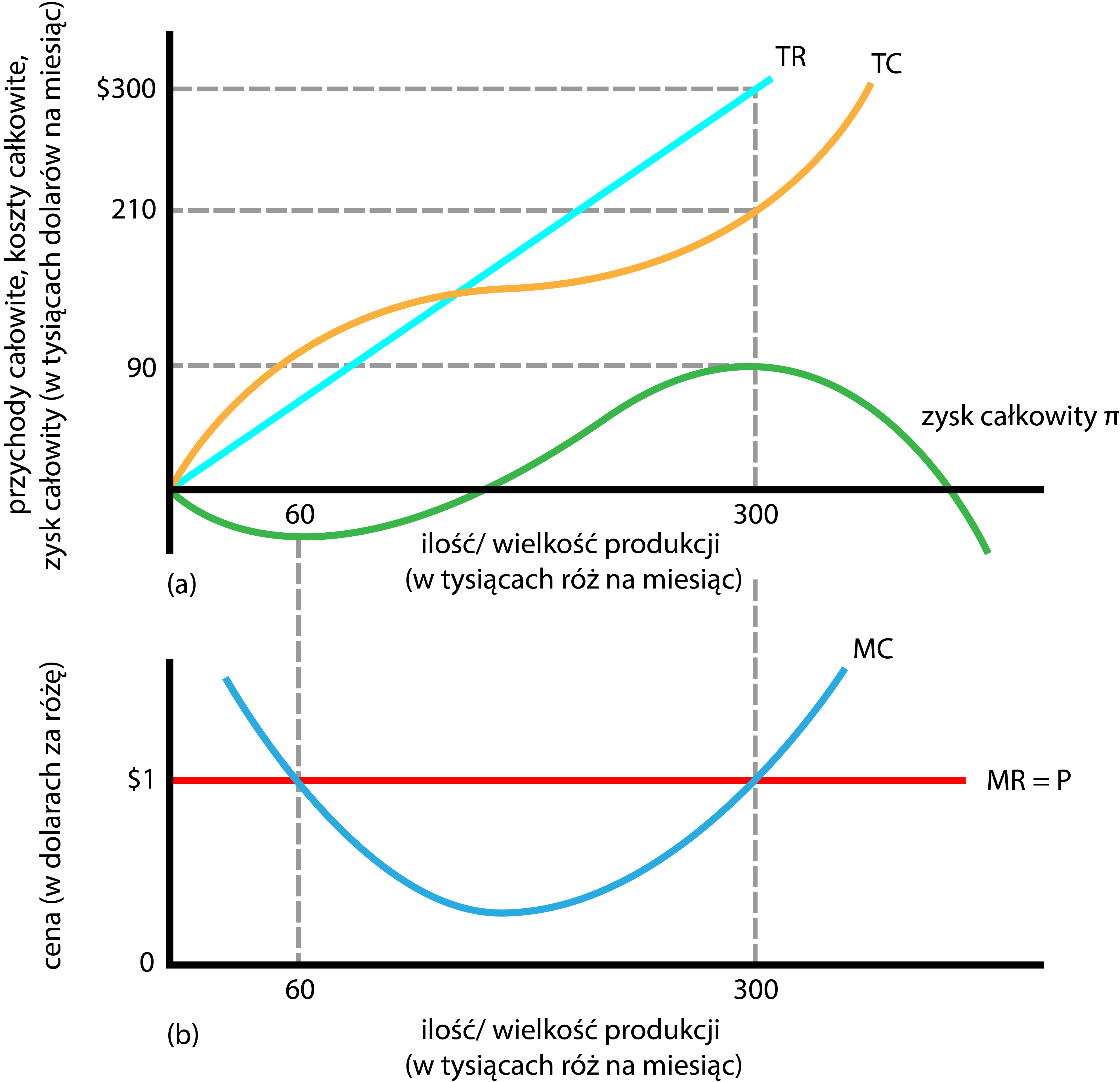

الربح هي عملية الحصول على المال في الاقتصاد لمصلحة صاحب العمل.
الربح هو المقدار التي تسعى أي مؤسسة أو شركة سواء فردية أو غير لتحقيقه من خلال أعمال تجارية أو خدمية تقوم بتقديمها إلى السوق المستهدف من أجل تحقيق مصالحها بتحقيق الربح وزيادته بجعل إيراداتها تغطي تكاليفها ومصاريفها وما يزيد عن ذلك فهو الربح
الأرباح هي الفرق بين المردودات والتكاليف، ورياضياً:
الأرباح = كامل المردودات - كامل التكاليف.
والأرباح الصافية هي الأرباح بعد حسم الضرائب ورواتب الموظفين.
الأرباح هي عبارة عن مقدار المكسب التجاري من المشروع الخدمي أو التجاري أو الصناعي. ويختلف مفهوم الربح للمشروعات السابقة، فيكون الربح في المشروعات التجارية عادةً هو الفرق بين الإيرادات والمصروفات. ويكون هو الفرق بين الدخل والتكاليف في المشروعات الصناعية فيكون على العموم مفهوم الربح هو ((الفرق بين والإيرادات والمصروفات))، فإذا كان موجباً يكون هناك ربح وإذا كان سالباً تكون هناك خسارة.

## قائمة الشركات حسب الأرباح
مليارات دولار، في العالم 2007
| 1  | بنك اوف أمريكا         | 19.451 |
| 2  | مايكروسوفت             | 12.936 |
| 3  | جي بي مورجان تشيس تشيس | 12.616 |
| 4  | بيركشاير هاثاواي       | 12.562 |
| 5  | تويوتا موتور           | 11.681 |
| 6  | مجموعة التريا          | 11.352 |
| 7  | جونسون اند جونسون      | 11.068 |
| 8  | وبروكتر اند غامبل      | 9.353  |
| 9  | ويلز فارجو             | 8.231  |
| 10 | مجموعة جولدمان ساكس    | 8.017  |
| 11 | مورغان ستانلي          | 7.731  |
| 12 | اتشوفيا                | 7.197  |
| 13 | تي اند تي              | 7.073  |
| 14 | شركة ميريل لينش        | 6.546  |
| 15 | هيوليت باكارد          | 6.198  |
| 16 | جلاكسوسميثكلين         | 6.073  |
| 17 | سيسكو سيستمز           | 5.927  |
| 18 | فاليرو الطاقة          | 5.696  |
| 19 | ماراثون اويل           | 5.439  |
| 20 | شركة كوكا كولا         | 5,266  |